# Ilse Heller-Lazard
Ilse (Rosy) Lazard (* 3. August 1884 in Metz, Lothringen; † 10. Januar 1934 in Paris) war eine deutsch-schweizerische Malerin zwischen Impressionismus und Expressionismus.

## Leben
Ilse Heller-Lazard wurde 1884 im damals deutschen Metz als Kind einer jüdischen Bankiersfamilie geboren, ein Jahr vor ihrer Schwester Luise, auch eine Malerin, die später unter dem Namen Lou Albert-Lasard bekannter wurde. Während die Familie ihres Vaters aus Saarlouis stammte, war ihre Mutter Jenny eine gebürtige Amerikanerin aus Nashville. Nach privatem Mal- und Zeichenunterricht in Metz besuchten beide Schwestern ab 1904 Unterricht an einer Zeichenschule in München, wo sich bereits der künstlerische Aufbruch in die Moderne angekündigt hatte. Nach einer ausgedehnten Studienreise nach Italien 1907 trennten sich ihre Wege; Ilse Lazard bildete sich anschließend in Strassburg und England weiter. 1910 heiratete sie den Kaufmann Paul Gayer. Nach einem verlustreichen Konkurs, der beinahe zum Bruch mit dem Vater führte, lebte das Paar ab 1911 getrennt. Die Ehe wurde Ende 1913 kinderlos geschieden.
Von 1911 bis 1914 studierte Ilse Lazard an der Malschule des baltisch-deutschen Malers Johann Walter-Kurau in Dresden, dessen eigenständige Interpretation des Impressionismus sie stark beeinflusste. Obschon seine Kurse von einer Vielzahl von Künstlerinnen und Künstlern besucht wurden, lässt sich nicht mit Sicherheit sagen, wer ihre Mitstudentinnen und -studenten waren. Die Künstlergemeinschaft „Brücke“, bereits 1905 in Dresden gegründet, gehörte bereits zum kulturellen Spannungsfeld der Stadt, blieb aber für die Künstlerin vorerst unwichtig. Die Ostsee, die Umgebung Dresdens wie auch städtische Ansichten dienten als Motive ihrer Malerei dieser Periode.
Der Umzug nach Berlin und der Unterricht an der Kunstschule Lewin-Funcke, wo auch Lovis Corinth als Dozent wirkte, brachte 1914 neue künstlerische Impulse und eine nahezu ungezähmte Farbigkeit in ihre Malerei. Aktbilder und größere Formate tauchen auf; diverse Selbstporträts widerspiegeln die kritische Auseinandersetzung mit sich selbst. Hier lernte sie 1915 ihren späteren zweiten Ehemann kennen, den Schweizer Bildhauer Ernst Heller. Als er 1916 sein Studium in Berlin abbrach, folgte sie ihm in die Schweiz, wo sie vor allem in Zürich und im Tessin, aber auch in Hellers Heimatort Eglisau am Rhein und in den Bergen arbeitete. In diese Zeit fällt der Beginn der Freundschaft mit Cuno Amiet. Nach einer Krise, die psychiatrisch behandelt wurde, heiratete sie Ernst Heller 1918 in Zürich, wo sie auch bis Ende 1919 weiter wohnhaft blieb.
Ab Winter 1919/20 ließ sich das Paar in Rom nieder. Den Sommer 1921 verbrachte sie mit ihrem Mann im Künstlerdorf Anticoli Corrado östlich von Rom, wo sie eine ganze Reihe bedeutender zeitgenössischer italienischer Künstler kennenlernte, so den Architekten Del Debbio, den Bildhauer Angelo Zanelli oder Felice Carena, einen Maler der „Scuola Romana“. Während manchen Sommerperioden hielt sie sich später bei den Verwandten ihres Ehemannes in der Schweiz auf. Wirtschaftliche Schwierigkeiten, die ausbleibende Anerkennung sowie gesundheitliche und eheliche Probleme schwächten ihr Selbstvertrauen. In Italien entstanden hauptsächlich Landschaftsbilder, Stadtlandschaften und Zeichnungen.
Ende 1927 erfolgte der Umzug ins Montparnasse-Quartier in Paris. Nach dem Tod des Vaters 1927 materiell etwas unabhängiger, konnte sie sich zunächst einige Reisen nach Süd- und Westfrankreich sowie nach Spanien leisten. Psychische und körperliche Gesundheitsprobleme, die Wirtschaftskrise, die Blockierung und Entwertung ihres Vermögens und die Entfremdung von ihrem Ehepartner führten zu einer zunehmenden Verbitterung, welche ihre Produktivität weiter einschränkte. Dennoch lassen die Werke dieser Periode jene Strömung des poetischen Realismus spüren, der auch in französischen Filmen jener Zeit wirksam ist. Sie starb nach einer Operation im Januar 1934 in Paris.

## Werke (Auswahl)

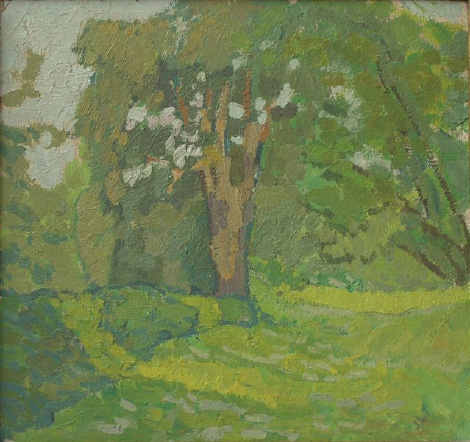
Landschaft in Dänemark, Werkkatalog Nr. 4, 1913
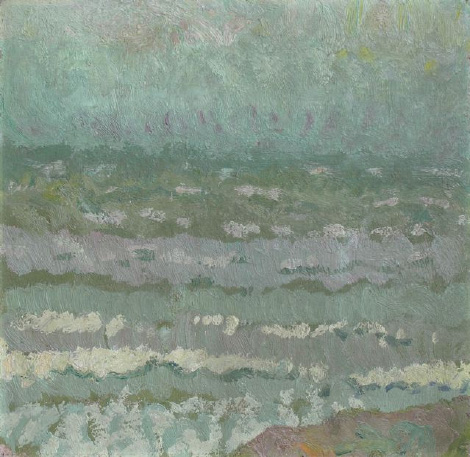
Meer bei Gewitter, Werkkatalog Nr. 7, 1914
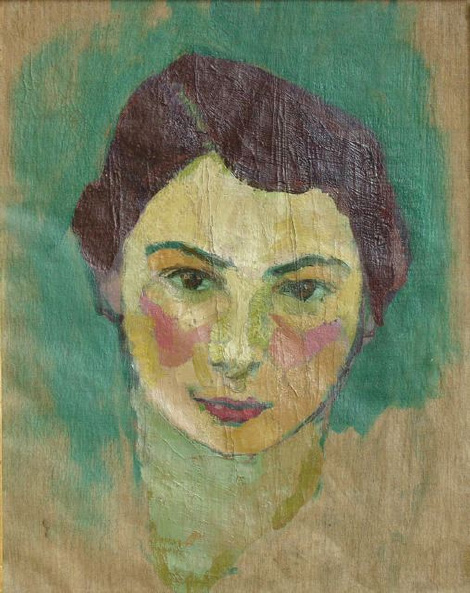
Selbstbildnis, Werkkatalog Nr. 14
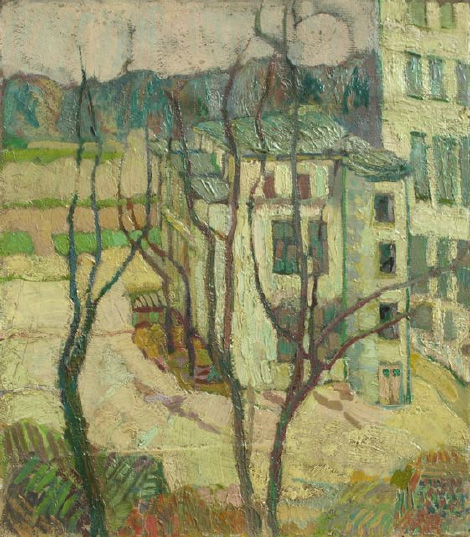
Haus in der Tiefe, Werkkatalog Nr. 140, 1916
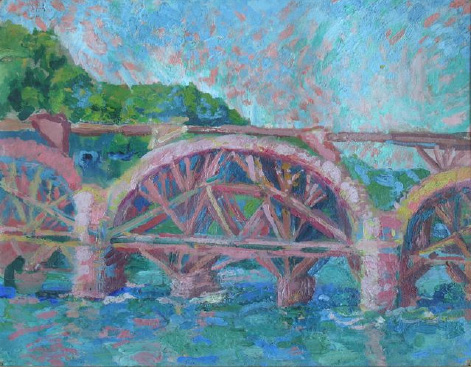
Brücke im Bau, Werkkatalog Nr. 52, 1918
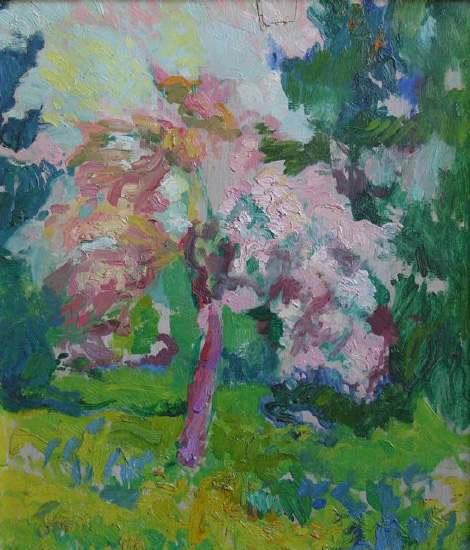
Blühender Apfelbaum, Werkkatalog Nr. 53
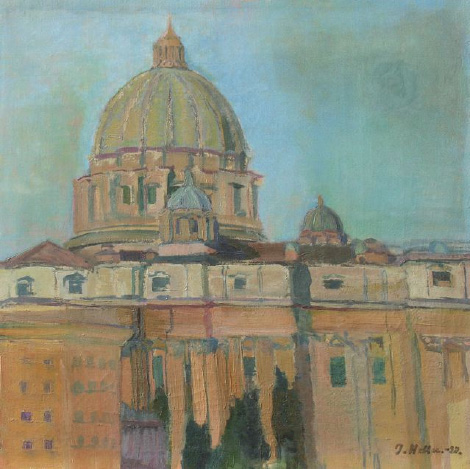
St. Peter Rom, Werkkatalog Nr. 74
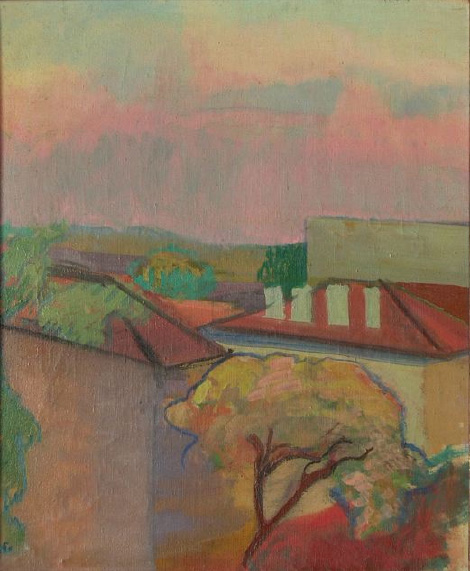
Dachlandschaft Paris, Werkkatalog Nr. 106

## Gruppenausstellungen
- Juryfreie Kunstschau, Berlin 1916. Vier Werke
- Kunsthaus Zürich, 4. – 29. Juni 1919. Vierzehn Werke

## Einzelausstellungen
- Ilse Heller-Lazard: À la lumière du temps. Château de Courcelles, Montigny-lès-Metz (F), 21avril au 1er juillet 2018
- Die Schwestern Laz(s)ard. Ludwig Galerie Saarlouis (DE), 14. Januar 2018–8. April 2018
- Der Auftrag der Farbe. Die Expressionistin Ilse Heller-Lazard. Das Verborgene Museum Berlin 1. Oktober 2009–31. Januar 2010
- Ilse Heller-Lazard. 1884-1934. Eine Expressionistin in Eglisau. Ortsmuseum Eglisau 20. August 2011–18. September 2011
- Ilse Heller-Lazard. 1884-1934. Im Halbschatten der Zeit. Städtischen Wessenberg-Galerie Konstanz 2012